# WHIP (baseball)
La WHIP (Walks plus Hits per Inning Pitched, "basi su ball e valide concesse per inning lanciato") è la statistica, nel gioco del baseball, che descrive il numero di corridori messi in base da un lanciatore in ciascun inning di gioco. 
Si ottiene sommando il numero di basi ball e battute valide concesse da un lanciatore alla squadra avversaria, e dividendo la somma per il numero di inning lanciati. Rientrano nel conteggio le basi ball intenzionali concesse dal lanciatore, ma non le basi automatiche dovute a un colpito da lancio. Una whip inferiore a 1.00 viene considerata lo standard per un ottimo lanciatore. Ideata nel 1979 dallo scrittore Daniel Okrent, uno dei creatori del fantasy baseball, misura in maniera più adeguata rispetto alla Media PGL la prestazione del lanciatore, non tenendo conto di errori e punti non guadagnati ed è una delle statistiche più citate nel campo della sabermetrica.

## Record della WHIP
Il record per la stagione conclusa con la WHIP più bassa di sempre appartiene a Pedro Martinez, che chiuse l'anno 2000 con una WHIP di 0.7373. Nella storia della MLB solo due lanciatori hanno terminato le proprie carriere con una WHIP inferiore a 1.00, Addie Joss, che chiuse a 0.9678, e Ed Walsh, con 0.996. Il grande lanciatore dei New York Yankees Mariano Rivera ha chiuso la propria carriera con una WHIP di 1.0003: in 1.2832⁄3 inning lanciati, ha concesso un totale di 1.284 tra basi ball e valide.